# Arne Gustafsson (ingenjör)

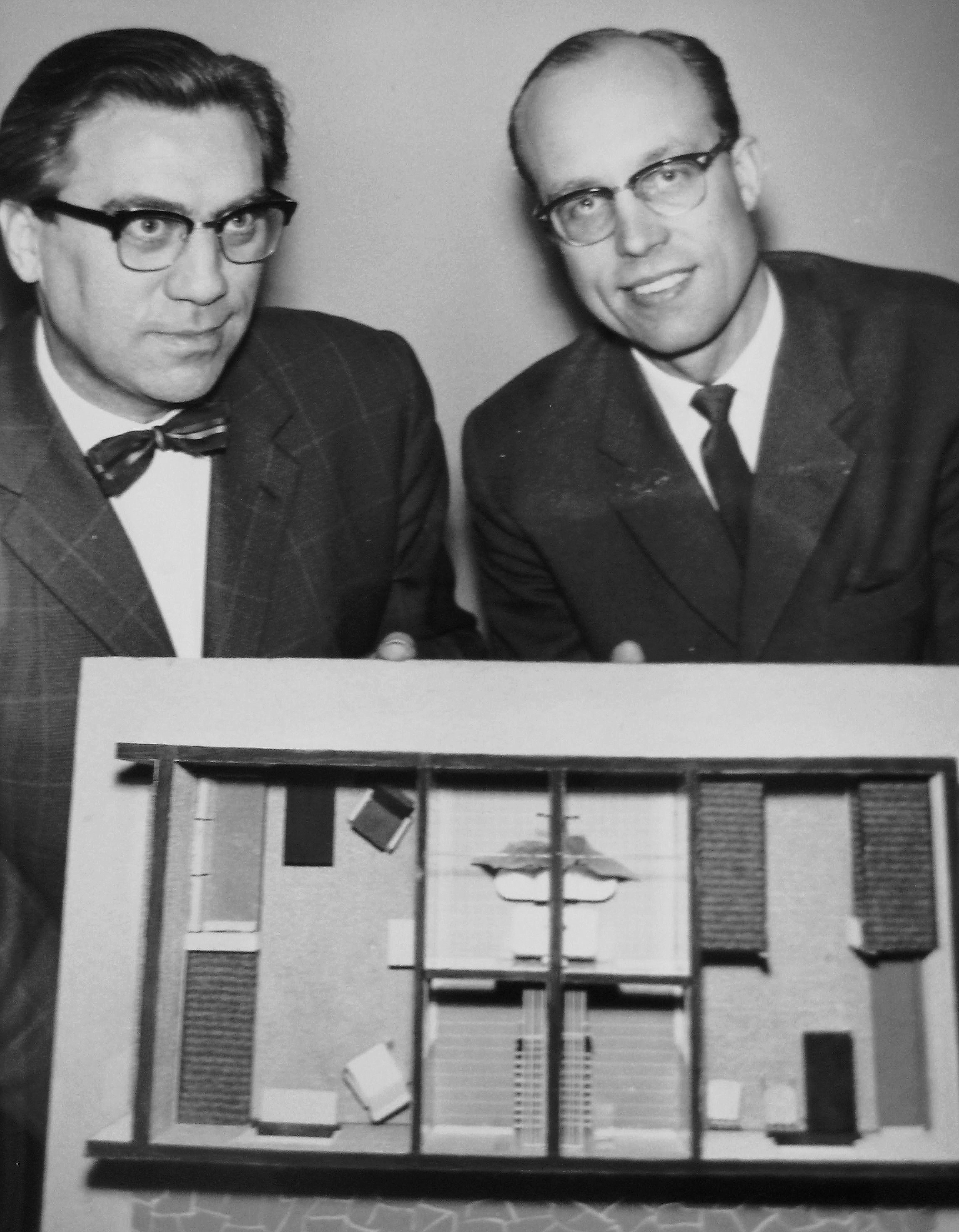
Arkitekten Lennart Billgren till vänster och Arne Gustafsson till höger presenterar idén till Esso Motorby, 1961.

Arne Gustafsson (1924-2008), var en svensk ingenjör och företagsekonom som var Scandics koncernchef och verkställande direktör (VD) fram till sin pensionering 1989. Han anställdes i Svenska Esso AB 1947 och 1961 lade han fram förslaget att starta en motellkedja i anslutning till bolagets bensinstationer.
År 1963 öppnades det första motellet i Laxå med 20 rum. 1968 blev han VD för det nybildade Esso Motor Hotel AB som 1983 blev Scandic Hotel AB. På 22 år växte bolaget från ett 20-rums motell till Skandinaviens största hotellkedja.
Arne Gustafsson var även initiativtagare till kampanjen Positiva Sverige.